# Кутузово (станция)
Куту́зово — бывшая железнодорожная станция Малого кольца Московской железной дороги в Москве, открытая в 1908 году. Ныне является парком станции Пресня.
Парк располагается в районе пересечения с Кутузовским проспектом и Киевским направлением МЖД. В парке находятся платформа МЦК «Кутузовская» и платформа МЦД-4 «Кутузовская». Непосредственно рядом находится станция метро «Кутузовская».

## Ответвления
На территории парка находится примыкание 3-х соединительных ветвей с Киевского направления: 2 со станции Москва-Сорт.-Киевская 55°44′16″ с. ш. 37°32′07″ в. д., и 1 со станции Москва-Пасс.-Киевская 55°44′15″ с. ш. 37°32′14″ в. д. (бывшей Брянской соединительной ветви).
Имеется ветка к электроподстанции 55°44′12″ с. ш. 37°32′10″ в. д..
В процессе строительства Третьего транспортного кольца площадь станции была резко сокращена, станция практически прекратила работу.
С начала 2000-х перешла в оперативное подчинение станции Пресня, оборудованной микропроцессорной системой управления стрелочными переводами. Управление стрелками и сигналами производится ДСП станции Пресня. Вошла в состав станции Пресня в качестве парка только в начале 2016 года, после реконструкции кольца под пассажирское движение. Официально приказом Росжелдора была закрыта 15 ноября 2016 года.

## Пассажирская платформа МЦК
В 2012 году было принято решение построить в парке новую пассажирскую платформу в рамках запуска пассажирского движения по МКЖД. Платформа построена и открыта в числе станций МЦК 1-го этапа 10 сентября 2016 года.

## Архитектура
Станционное здание 55°44′12″ с. ш. 37°32′18″ в. д. (бывший вокзал) постройки начала XX века находится непосредственно за мостом Малого кольца Московской железной дороги над Киевским ходом, с внутренней стороны кольца.
Бывший жилой дом при станции (Кутузовский проспект, 37) 55°44′21″ с. ш. 37°32′01″ в. д. в настоящее время занимает Дорогомиловская районная прокуратура.
В северной горловине сохранилась будка центрального управления стрелками и сигналами 55°44′33″ с. ш. 37°31′59″ в. д..
Турникетный павильон находится над путями 55°44′22″ с. ш. 37°32′03″ в. д.. Имеются переходы в вестибюль станции метро Кутузовская и на тротуар путепровода Кутузовского проспекта.
В первой половине 1990-х на станции Кутузово была площадка, где стояло несколько исторических единиц подвижного состава. Её устроила организация «Молодёжный центр Ретро-Экспресс», но через несколько лет техника была заброшена. Там был паровоз Э-3005, он сгорел, затем Московско-окружное отделение МЖД увезло его в депо Лихоборы и распилило в металлолом.

## Галерея

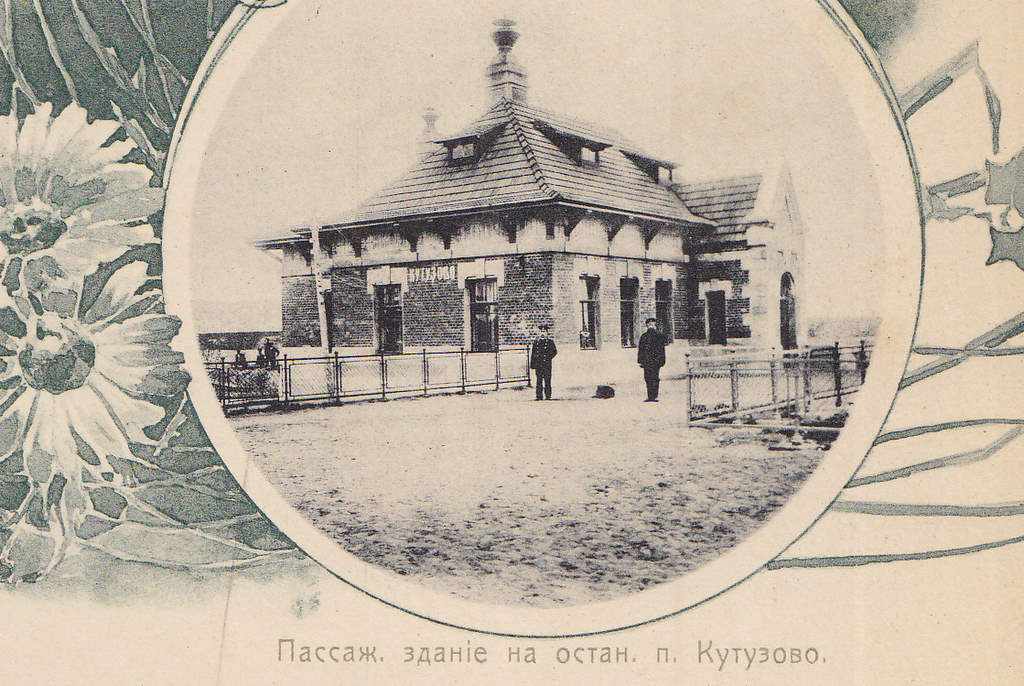
Станционное здание в 1908 году
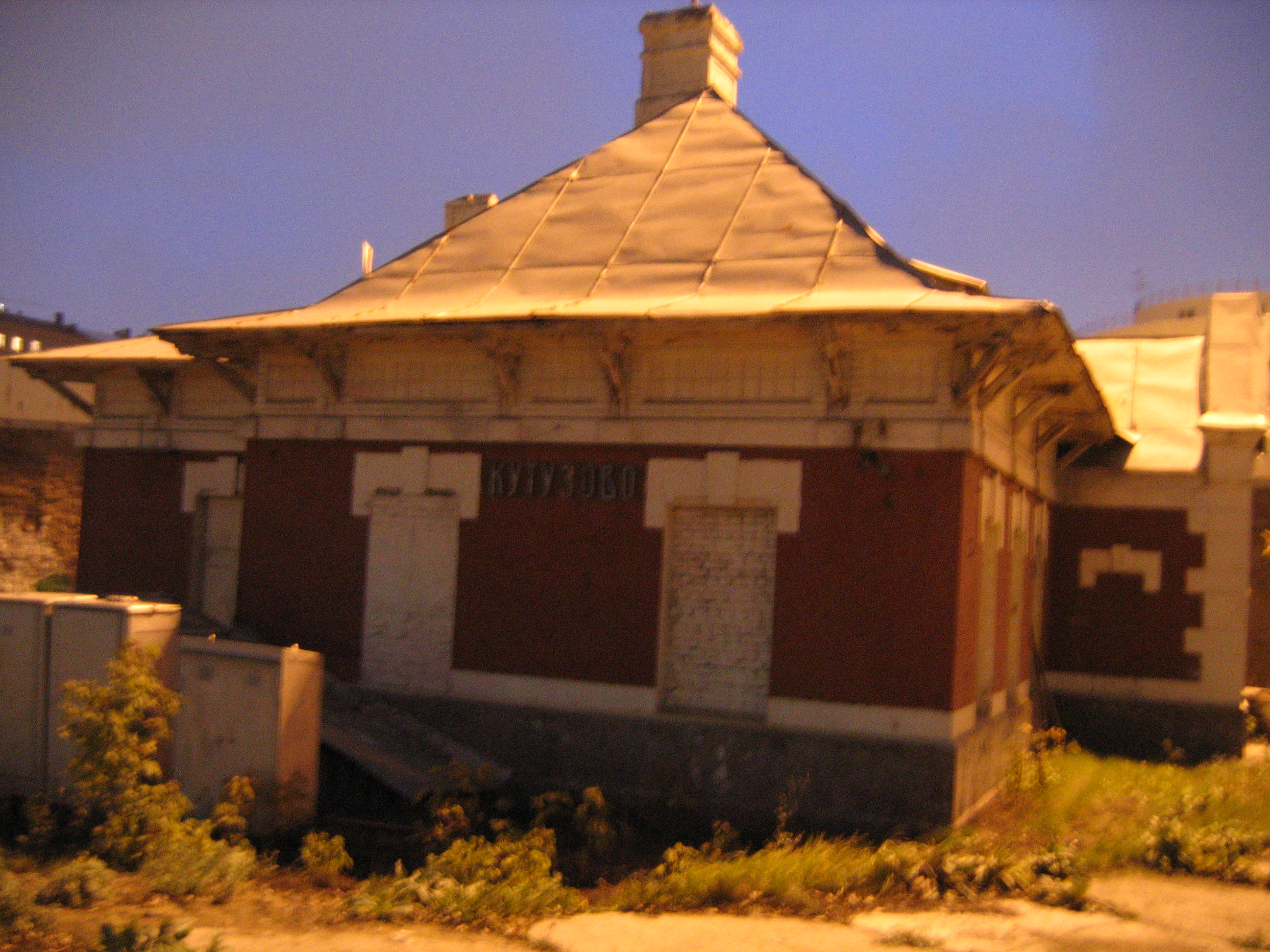
Станционное здание, вид со стороны путей
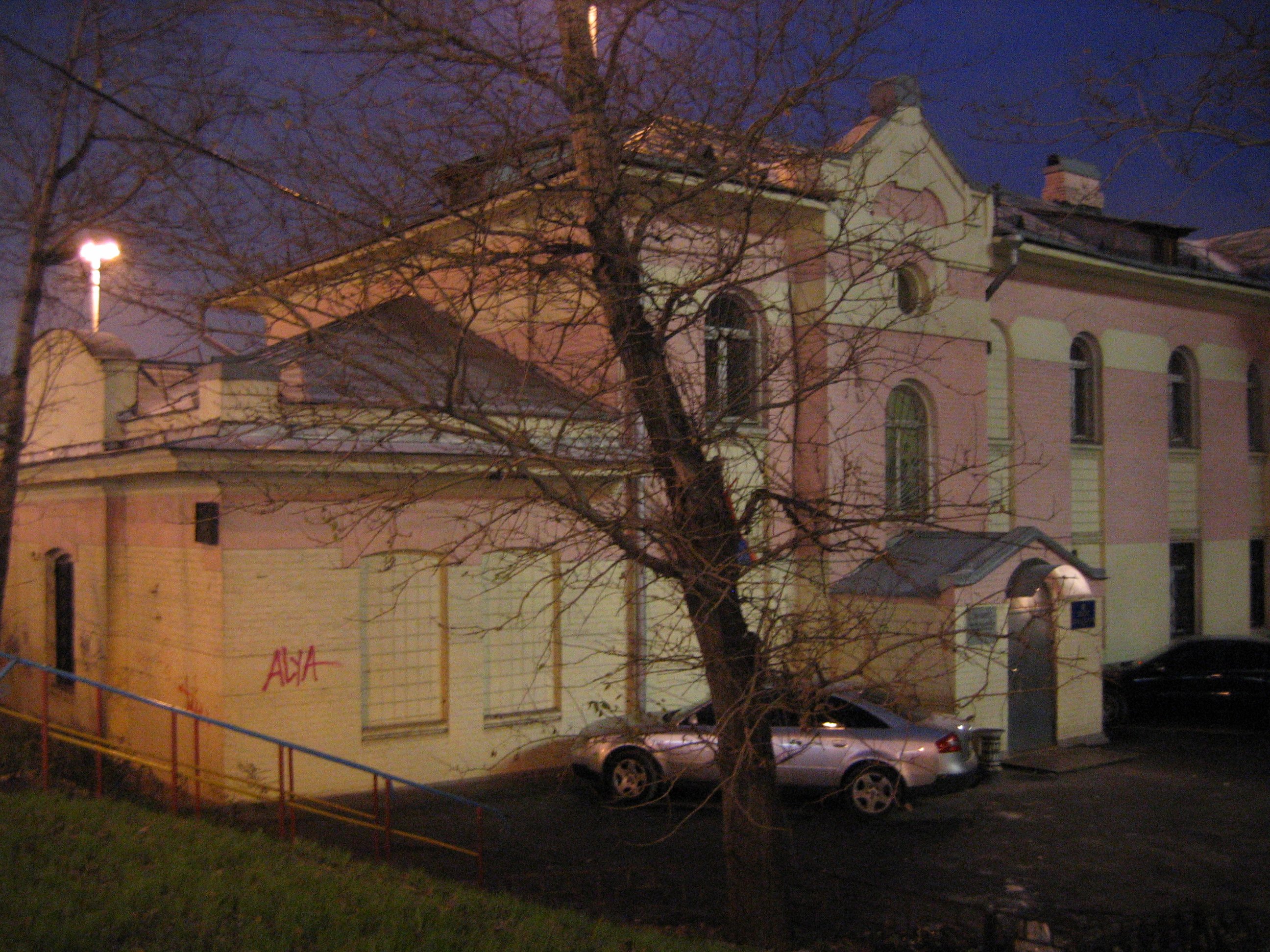
Бывший жилой дом при станции на Кутузовском проспекте
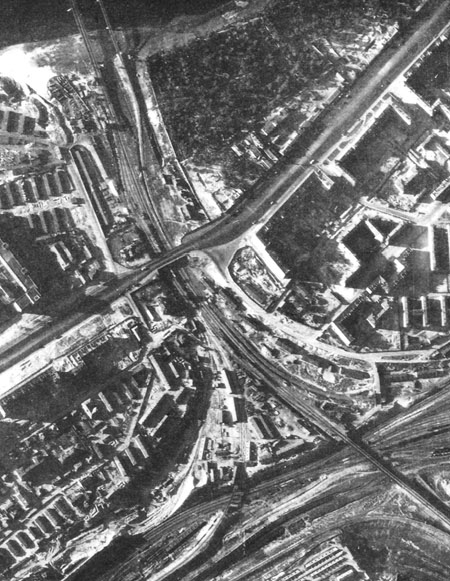
Станция на аэрофотосъёмке июля 1941 года. Видна застройка на месте линии метро, автомобильный мост к станционному зданию, через реку Москву проложены два моста — МКЖД и Брянской ветви